# Bellardia liaoningensis
Bellardia liaoningensis är en tvåvingeart som beskrevs av Hsue 1979. Bellardia liaoningensis ingår i släktet Bellardia och familjen spyflugor. Inga underarter finns listade i Catalogue of Life.